# Carixien
Stratigraphie
Lotharingien Domérien
Sinémurien
Le Carixien est le sous-étage inférieur du Pliensbachien, qui est lui-même un étage du Jurassique inférieur (Lias), succédant au Sinémurien et précédant le Toarcien. Son âge est compris entre -190,8 millions d'années (Ma) et environ -186 Ma.

## Étymologie
Le nom de ce sous-étage a été donné en 1913 par le paléontologue anglais William Dickson Lang. Le terme de Carixien est la forme latinisée Carixia du nom du bourg de Charmouth, sur la côte de la Manche dans le comté du Dorset en Angleterre.
Il ne doit pas être confondu avec l'ancien étage Charmouthien, aujourd'hui renommé Pliensbachien, qui tire son nom des mêmes affleurements côtiers de la région de Charmouth.

## Stratigraphie
Le Carixien se caractérise par un changement climatique majeur devenant devenant très chaud qui provoque une montée rapide du niveau marin, débordant totalement le paysage lagunaire très calme hérité du Lias inférieur et conduisant à l’ennoiement continu de vastes zones côtières.  Accompagné de mouvements tectoniques importants des continents en extension, cette nouvelle transgression marine très active ne s’arrêtera plus jusqu’à la fin du Jurassique et constituera la masse de base de tous nos bassins calcaires actuels.
Le début du Carixien « Jamesoni » se singularise par des épisodes de coulées de boue très importants, entraînant des épandages massifs de graviers arrachés au massif côtier arrière, que l’on retrouve scellés comme du béton dans les premières couches sédimentaires marines de la période, encore sub-lithographique près des côtes. Puis, le climat extrême latérise les sols, apportant de grosses quantités de fer localement, colorant les sédiments d’un rouge caractéristique plus ou moins intense. Cette séquence dite « Oolitique » va s’accentuer au Carixien supérieur pour se continuer jusqu’au Domérien. Le passage au Domérien inférieur « Stokesi » s’établit à la fin du Carixien par une couche d’argile rouge d’anoxie caracteristique, chargée d’huitres  « Gryphée Symbium » et autres rostres de Bélémnite.